# Антагонистическая плейотропия
Антагонистическая плейотропия (англ. Antagonistic pleiotropy) — теория, описывающая один из механизмов возникновения старения с эволюционной точки зрения. 
Строго говоря, термин «антагонистическая плейотропия» означает пример плейотропии, то есть нескольких разных фенотипических эффектов одного гена, при котором этот ген имеет не просто разные, а противоположные эффекты. Однако сегодня этот термин используется для названия идеи или модели, предложенной в 1957 году Джорджем Уильямсом, также известной под шуточным названием «теория „оплаты потом“». Согласно этой теории, в организме должны существовать плейотропные гены, которые оказывают разный эффект на выживание организмов на протяжении разных периодов жизни: полезные в молодом возрасте, когда эффект естественного отбора сильный, и вредные позднее, когда эффект естественного отбора слабый.
Предложенные Уильямсом плейотропные гены должны были объяснить процесс старения. Такие гены поддерживаются в популяции, вероятнее всего, благодаря их позитивному влиянию на размножение в молодом возрасте, несмотря на их негативные эффекты в позднем возрасте, до которого доживает незначительная часть популяции. Эффект этих генов в поздней жизни и будет процессом старения, вне зависимости от того, вызывают ли они старение или только не останавливают процесс повреждений, вызванный другими факторами.
Предположим, существует ген, который увеличивает фиксацию кальция в костях. Такой ген имеет позитивный эффект в молодом возрасте, так как снижает риск переломов, но негативный эффект в пожилом возрасте из-за увеличения риска остеоартрита в связи с чрезмерной кальцификацией суставов. В природных условиях такой ген фактически не имел бы негативного эффекта, так как большинство животных погибло бы задолго до появления негативного влияния. Это не компромисс между позитивным эффектом у молодых индивидуумов и потенциальным негативным у старых: этот негативный эффект становится важным, только если животные живут в защищённых условиях, таких как зоопарки или лаборатории.
Теория антагонистической плейотропии объясняет, почему размножение может негативно влиять на долговечность вида и даже вызвать смерть, как это происходит у одноплодных организмов. Действительно, какие-либо мутации, которые приводят к увеличению размножения, распространяются в будущих поколениях, даже если эти мутации имеют некоторые вредные эффекты в позднейшей жизни. Например, мутации, которые вызывают перепроизводство половых гормонов, увеличивают либидо, усилия, которые организм тратит на размножение, и успех при размножении, и потому сохраняются, несмотря на то, что позже оказываются причиной рака половых органов. Этот компромисс между размножением и продолжительностью жизни решается в пользу размножения, что непосредственно вытекает из теории антагонистической плейотропии.
Компромисс между размножением и продолжительностью жизни был предусмотрен Уильямсом. Согласно ему, быстрое развитие индивидуума должно коррелировать с быстрым старением. И хотя конкретные плейотропные гены долго не были обнаружены, этот прогноз был подтверждён в экспериментах с использованием плодовой мушки Drosophila melanogaster. Ограничивая размножение до позднего возраста, удалось увеличить и продолжительность жизни мушек. И наоборот, уменьшенная плодовитость наблюдалась среди долгоживущих мух (увеличенная продолжительность жизни мух обеспечивалась с помощью селекции и определённых мутаций), поддерживая идею компромисса между размножением и выживанием.
Аналогичный эффект был обнаружен и среди круглых червей Caenorhabditis elegans. Был идентифицирован ряд долгоживущих мутантов. Когда эти мутанты выращивались вместе с нормальными червями (дикого типа) в лабораторных условиях, ни одна из популяций не имела конкурентного преимущества, напротив, преимущество дикого типа сразу проявлялось во время циклов голодания, которые имитировали природные условия.
Позднее были также найдены несколько конкретных генов, которые имеют предусмотренный теорией эффект. Примерами плейотропных генов можно назвать теломеразу у эукариот и сигма-фактор σ70 у бактерий (E. coli). Гены, влияющие на продолжительность жизни, известны и у других организмов, но других чётких примеров плейотропных генов всё ещё не найдено.